# Joe Murphy (Eishockeyspieler, 1967)
Joseph Patrick „Joe“ Murphy (* 16. Oktober 1967 in London, Ontario) ist ein ehemaliger kanadischer Eishockeyspieler, der im Verlauf seiner aktiven Karriere zwischen 1987 und 2001 unter anderem 899 Spiele für die Detroit Red Wings, Edmonton Oilers, Chicago Blackhawks, St. Louis Blues, San Jose Sharks, Boston Bruins und Washington Capitals in der National Hockey League bestritten hat. Seinen größten Karriereerfolg feierte der erstgewählte Spieler des NHL Entry Draft 1986 in Diensten der Edmonton Oilers mit dem Gewinn des Stanley Cups im Jahr 1990.

## Karriere
Joe Murphy, der in London in der kanadischen Provinz Ontario geboren und im nahe gelegenen Newmarket aufgewachsen war, machte dort seine ersten Schritte auf dem Eis. Im Laufe seiner Jugend zog er an die kanadische Westküste und spielte dort für die Penticton Knights in der British Columbia Junior Hockey League. Mit der Mannschaft errang er in der Saison 1984/85 den Meistertitel. Ab 1985 spielte der Stürmer in den Vereinigten Staaten. Dort besuchte er aufgrund seines Studiums die Michigan State University und lief parallel für deren Eishockeymannschaft in der Central Collegiate Hockey Association, einer Division im Spielbetrieb der National Collegiate Athletic Association auf. Er gewann in seinem Rookiejahr sowohl den Divisionstitel der CCHA als auch die nationale Collegemeisterschaft der NCAA mit dem Team. Zudem bestritt er nach dem Ende der Collegesaison einige Spiele im Trikot der kanadischen Nationalmannschaft. Im NHL Entry Draft 1986, der nicht mit so vielen Talenten gespickt war, wurde er als Gesamterster von den Detroit Red Wings aus der National Hockey League ausgewählt.
Sofort zur darauffolgenden Spielzeit holten die Red Wings ihren Hoffnungsträger in den Kader. Doch bis auf fünf NHL-Spiele verbrachte Murphy die meiste Zeit in der American Hockey League bei den Adirondack Red Wings. In der Saison 1987/88 schien er den Durchbruch geschafft zu haben, doch in der nächsten Saison wurde er wieder meist ins Farmteam zurückversetzt und gewann dort den Calder Cup mit Adirondack. Kurz nach Beginn der Saison 1989/90 verabschiedete sich das Management Detroits endgültig von der Hoffnung, mit Murphy das große Los gezogen zu haben und gab ihn zusammen mit Petr Klíma, Adam Graves und Jeff Sharples für Jimmy Carson, Kevin McClelland und ein Fünftrunden-Wahlrecht im NHL Entry Draft 1991 an die Edmonton Oilers ab. 
Im Trikot der Oilers gewann Murphy gleich in der ersten Saison den Stanley Cup. Die dritte Spielzeit in Edmonton schloss er mit 82 Punkten in 80 Spielen ab und setzte damit eine persönliche Bestmarke. Nach dieser Saison gaben die Oilers ihn an die Chicago Blackhawks ab. Murphy hatte sich mit den Oilers nicht auf einen neuen Vertrag einigen können, sodass er vom Saisonbeginn im Oktober bis zum Februar nicht spielte. Erst mit dem Transfer zu den Blackhawks im Tausch für Igor Krawtschuk und Dean McAmmond lief der Kanadier wieder in der NHL auf. Verletzungsbedingt kam er dort in seinem ersten Jahr nur auf 19 Punkte, kam aber im Jahr darauf mit 70 Punkten zurück. Vier Jahre lang blieb der Angreifer in Chicago, bevor er im Juli 1996 als Free Agent zu den St. Louis Blues wechselte. In der Saison 1997/98 bestritt er nur 37 Spiele, nach 27 davon gaben ihn die Blues im Tausch für Todd Gill an die San Jose Sharks ab. Zu Beginn der Saison 1999/2000 fand Murphy zunächst kein neues Team und wurde er im November 1999 auf Probe von den New York Rangers unter Vertrag genommen, wenig später aber als Free Agent von den Boston Bruins verpflichtet. Diese setzten ihn schon bald auf den Waiver, von wo sich die Washington Capitals seine Dienste sicherten. Nach der Saison 2000/01, in der er von den Capitals suspendiert worden war, beendete der Stürmer im Alter von 33 Jahren und fast 900 NHL-Einsätzen seine aktive Karriere.
Nach seinem Karriereende fand sich Murphy aufgrund der Folgen zahlreicher Gehirnerschütterungen, Alkohol- und Drogenproblemen nur schwer zurecht. In einer im August 2018 ausgestrahlten Dokumentation des kanadischen Fernsehsenders TSN berichtete Murphy, dass er – obwohl er im Verlauf seiner NHL-Karriere über 15 Millionen US-Dollar verdient hatte – obdach- und mittellos in Kenora leben würde.

## Erfolge und Auszeichnungen
| - 1985 Fred-Page-Cup-Gewinn mit den Penticton Knights - 1985 BCJHL Interior First All-Star Team - 1985 Centennial Cup All-Star Team - 1986 CCHA-Meisterschaft mit der Michigan State University | - 1986 CCHA Rookie of the Year - 1986 NCAA-Division-I-Championship mit der Michigan State University - 1989 Calder-Cup-Gewinn mit den Adirondack Red Wings - 1990 Stanley-Cup-Gewinn mit den Edmonton Oilers |

### International
- 1986 Silbermedaille bei der Junioren-Weltmeisterschaft
- 1986 Bester Vorlagengeber der Junioren-Weltmeisterschaft

## Karrierestatistik

### International
Vertrat Kanada bei:
- Junioren-Weltmeisterschaft 1986

(Legende zur Spielerstatistik: Sp oder GP = absolvierte Spiele; T oder G = erzielte Tore; V oder A = erzielte Assists; Pkt oder Pts = erzielte Scorerpunkte; SM oder PIM = erhaltene Strafminuten; +/− = Plus/Minus-Bilanz; PP = erzielte Überzahltore; SH = erzielte Unterzahltore; GW = erzielte Siegtore; 1 Play-downs/Relegation; Kursiv: Statistik nicht vollständig)